# Clara Evans
Clara Evans (* 27. November 1993) ist eine britische Leichtathletin, die sich auf den Langstreckenlauf spezialisiert hat. 2024 wurde sie Europameisterin in der Halbmarathon-Teamwertung.

## Sportliche Laufbahn
Erste internationale Erfahrungen sammelte Clara Evans bei den Halbmarathon-Weltmeisterschaften 2020 in Gdynia, bei denen sie nach 1:13:11 h auf den 65. Platz gelangte. 2022 startete sie für Wales bei den Commonwealth Games in Birmingham und belegte dort in 2:38:03 h den neunten Platz im Marathonlauf. Im Jahr darauf wurde sie bei den Straßenlauf-Weltmeisterschaften in Riga nach 1:10:53 h 22. im Halbmarathon und 2024 gelangte sie bei den Europameisterschaften in Rom mit 1:10:06 h auf Rang neun. Zudem sicherte sie sich in der Halbmarathon-Teamwertung die Goldmedaille. Evans wurde im August für den Marathon bei den Olympischen Sommerspielen in Paris nachnominiert, nachdem die qualifizierte Charlotte Purdue ihre Teilnahme wenige Tage vor dem Rennen wegen einer Knöchelverletzung zurückgezogen hatte. Als bestplatzierte britische Teilnehmerin bei diesem Wettkampf belegte Evans in der Zeit von 2:33:01 h den 46. Platz.

## Persönliche Bestleistungen
- 10.000 Meter: 32:02,00 min, 18. Mai 2024 in London
- 10-km-Straßenlauf: 31:53 min, 2. März 2023 in Trafford
- Halbmarathon: 1:10:06 h, 9. Juni 2024 in Rom
- Marathon: 2:25:01 h, 3. Dezember 2023 in Valencia